# Castell de Gósol
Castell de Gósol pertany al municipi de Gósol (Berguedà) i està declarat, junt amb l'església de Santa Maria, com a bé cultural d'interès nacional. Hi passa la ruta del camí dels Bons Homes (GR-107). Inclou dins del seu recinte les restes d'un nucli de població, que es coneix com a «Vila Vella», abandonat en favor del poble nou, edificat al peu del turó.

## Descripció
Al puig que hi ha sobre el poble, hi queda una gran torre quadrada, amb notables restes de murs i l'antiga església parroquial. Es creu que el castell era de base rectangular, situat al punt més elevat del monticle vers el cantó de llevant de l'església, i ocupava el lloc on actualment hi ha una esplanada de 18 m d'ample per 21 m de llarg. El poble es devia estendre a llevant i migjorn de la fortalesa senyorial. El parament és de petits carreus de pedra desbastats, disposats en filades i units amb morter. No es conserven les cobertes però si algunes de les obertures, algunes d'elles tot i que parcialment esfondrades, podrien haver estat arcs de mig punt adovellats. Del recinte murallat de la vila es conserven algunes restes, entre les quals destaca un llenç de muralla que tancava el recinte pel cantó de tramuntana, construït amb carreuons trencats de pedra calcària que no sembla pas anterior al segle xii, o potser més tardà.

### La torre
Al cantó septentrional destaca una torre, que potser tingué alguna finalitat defensiva però que més aviat cal relacionar amb l'edifici religiós al qual sembla adossada i que ha sofert grans refeccions al llarg de la història. La planta de la torre és molt irregular i és lleugerament troncopiramidal. Les façanes nord i nord-oest conserven l'arrebossat fins a mitja alçada i la façana sud palesa unes discontinuïtats amb el mur de l'església que permet suposar que l'obra de la torre és anterior a l'església, potser datable als segles XI o XII. A l'interior té unes mides de 412 X 405 cm i les parets tenen un gruix de 95 cm. S'hi observen restes de segurament quatre trespols. A part de la porta de peu pla hi ha una altra porta oberta a migjorn, cap a l'església, a nivell del segon pis i una tercera porta a nivell del tercer pis al costat nord. Les obertures foren tancades amb un arc que sembla de ferradura.

## Història
És un castell termenat. El lloc de «Gosal» ja és esmentat en l'acta de consagració de Santa Maria de la Seu d'Urgell. El castell de Gósol existia el segle XI; un document datable entre 1068 i 1095 diu que es trobava sota la jurisdicció dels comtes de Cerdanya. Un personatge anomenat Galceran presta homenatge de fidelitat al comte de Cerdanya pels castells de Pinós, l'Espà, Gósol, Saldes, Querforadat i Valmanya, homenatge que repetirà el mateix Galceran al comte cerdà Bernat pels mateixos castells entre 1109 i 1117 i més endavant, quan el comtat de Cerdanya s'integra al de Barcelona, al comte Ramon Berenguer III. En el període 1162-1196, Galceran de Pinós, descendent de l'esmentat Galceran, manifesta posseir el mateix grup de castells pel rei Alfons el Cast. Per tant, en la possessió del castell de Gósol, primer en seran senyors els comtes de Cerdanya, després, per herència, els comtes de Barcelona i finalment els sobirans del casal de Catalunya-Aragó. Els senyors el tenien infeudat a personatges de la línia familiar de Galceran de Pinós i així, en el segle xiii Gósol pertanyia a la baronia de Pinós.

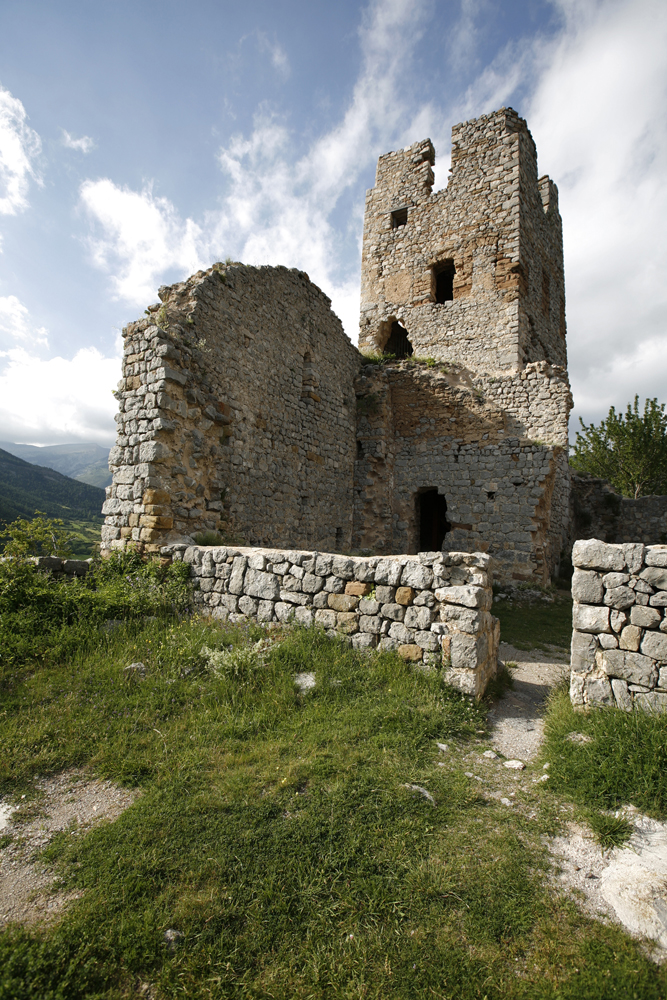
Castell de Gòsol. Torre (2008)

L'any 1273 Galceran de Pinós i la seva muller Esclamunda, amb el desig d'augmentar la població del castell, concediren una carta de franqueses. Els habitants estarien lliures de diverses càrregues arbitràries (quèsties, toltes i forcies) i també de treballar en les obres del castell. En el trànsit del segle xiii al XIV, el castell de Gósol, juntament amb d'altres possessions, passa a Sibil·la, filla de Galceran i Berenguera, que contreia matrimoni amb el noble Bernat Guillem de Portella. L'any 1306, en nom de Pere Galceran de Pinós, s'ordena als batlles de Gósol, Gavarrós i Saldes que tinguin ben custodiats els llocs i els castells. Això és degut a les lluites entre el rei i els Pinós, a conseqüència de les quals el rei es procurà el domini sobre el Berguedà.
Entre 1312 i 1313 el castell viu una etapa problemàtica. El desembre de 1312, homes del castell de Gósol assassinaren R. Gros de Mirapol, home del rei. El gener següent, Bernat de Vilademany, veguer de Berga, al front d'un gran exèrcit se situà davant el castell de Gósol per practicar-hi un escorcoll. El cavaller Tomàs de Vilacorba, des del portal, protestà per la presència de gent armada i garantí que ni el suposat homicida ni els acompanyants eren dins el castell. Finalment, però, l'escorcoll s'autoritzà però Saura de Pinós, senyora de la baronia, afirmà que el rei no tenia cap potestat en els castells de Gósol, Saldes, l'Espà, Querforadat i Balmanya; els Pinós els posseïen en franc alou i no en feu del rei.
Gósol sofrí la crisi demogràfica de la segona meitat del segle xiv. Així, en el fogatjament de 1365-1370 el lloc comptava amb 51 focs i en el de 1381 només en tenia 42. El 1414, el castell serví de penyora. Bernat Galceran de Pinós, fill bastard del baró del mateix nom, rebé la potestat del castell i de la vall que retindria fins que el seu pare saldés un deute de 30.000 sous. Durant la guerra civil catalana se sap que era capità del castell Pere Companyó i que en aquest període els Pinós no reberen cap dels rèdits del castell doncs eren necessaris per a pagar obres i guaites.